# San Vicente Buenavista
San Vicente Buenavista är en ort i Mexiko.   Den ligger i kommunen Comitán Municipality och delstaten Chiapas, i den sydöstra delen av landet, 800 km öster om huvudstaden Mexico City. San Vicente Buenavista ligger 1 574 meter över havet och antalet invånare är 160.
Terrängen runt San Vicente Buenavista är huvudsakligen platt, men åt sydväst är den kuperad. Terrängen runt San Vicente Buenavista sluttar österut. Runt San Vicente Buenavista är det ganska tätbefolkat, med 96 invånare per kvadratkilometer. Närmaste större samhälle är Las Margaritas, 15,4 km nordost om San Vicente Buenavista. I omgivningarna runt San Vicente Buenavista växer huvudsakligen savannskog.